# Bag Lady
Bag Lady è un brano R&B scritto, prodotto e interpretato dalla cantautrice statunitense Erykah Badu per il suo secondo album, Mama's Gun. La versione remix del brano chiamata Bag Lady (Cheeba Sac Mix) è stata utilizzata come primo singolo per promuovere l'album, ed è stata pubblicata nel giugno del 2000. Il singolo è arrivato alla posizione numero 1 della Billboard's Hot R&B/Hip-Hop Songs, dove è rimasto per sette settimane consecutive, ed è entrato nella top10 della Billboard Hot 100, diventando il suo singolo di maggior successo in quella classifica. Inoltre ha ricevuto due nomination ai Grammy Awards del 2001 come Best Female R&B Vocal Performance e Best R&B Song.

## Composizione e testo
La versione originale dell'album è un pezzo caratterizzato da forti influenze soul e persino da venature jazz, possedendo una melodia molto soffice e malinconica. Nel comporlo la Badu ha utilizzato alcuni elementi della canzone Bumpy's Lament di Isaac Hayes. Il Cheeba Sac Mix ha al contrario un andamento molto più frizzante e ritmato, e contiene il campionamento di un brano di Dr. Dre tratto dall'album 2001, Xxplosive, scritto dal rapper con B. Bailey, C. Longmiles, R. Brown e N. Hale. Questa è la versione con cui il brano ha avuto successo come singolo, nelle classifiche, nelle radio e nelle tv musicali.
Il termine "bag lady" in inglese indica generalmente una donna senza tetto che trascina con sé un numero rilevante di borse e buste; la cantautrice ha invece usato il termine dandogli un significato diverso: si tratta infatti di una metafora che indica una donna che continua a portare con sé troppi bagagli emotivi derivanti dalle precedenti relazioni sentimentali, e che quindi è incapace di conoscere a fondo nuove persone e che queste conoscano lei. La cantante ironizza sul fatto che la donna si spezzerà la schiena o perderà l'autobus a causa di tutte le borse che sta portando, e le suggerisce che tutto quello che deve sostenere è solo se stessa. I propositi e la morale della canzone sono racchiusi nella frase "pack light", ovvero "fatti una valigia leggera", in modo da liberarsi dal passato e nutrire speranze nei confronti del futuro. L'importanza dell'autostima è al centro della canzone, così come di altri pezzi di Mama's Gun.

## Video
Il videoclip della canzone, diretto dalla cantante, è stato girato sfruttando la tecnica digitale, inusuale per un video di produzione importante, che dà al video l'estetica di un girato amatoriale. I colori del video sono molto saturi, qualità che mette in evidenza gli abiti delle ragazze protagoniste. La cantante appare vestita interamente di rosso acceso, con turbante e un lungo vestito che lascia intravedere una t-shirt di Che Guevara, ed è spalleggiata da quattro coriste vestite di altri quattro colori: blu, giallo, viola e verde; la ragazza in abito verde è interpretata dalla sorella dell'artista, Nayrok, mentre quella in giallo dalla futura cantante solista YahZarah. Il video si apre con l'artista circondata dalle coriste, che spinge con le mani i bordi del cinemascope, su uno dei quali stava passando la scritta "a poemeography by Erykah Badu" (sostituzione del solito "a story by Erykah Badu"). Successivamente le cinque ragazze vengono mostrate eseguire delle coreografie mentre camminano per strada ciondolando delle borsette, sedute tra i banchi di scuola e con ventagli e tamburello sedute sul banco di una chiesa; in quest'ultima scena poi una carrellata di primi piani mostra le cinque mentre leggono libri con i seguenti titoli: "real skinny, real fast" (davvero magra, davvero veloce), "quick thick hair!" (capelli spessi in poco tempo), "sober now" (sobrio ora), "get over him yesterday" (riprendersi da lui ieri) e "instant beauty" (bellezza istantanea); la Badu, che legge il libro Sober Now, in realtà mostra di leggere un libro molto più piccolo intitolato "how to lie" (come mentire). In una scena successiva le ragazze escono da cinque porte in un set completamente bianco, e mentre le stanno richiudendo da ognuna di queste salta fuori una borsa destinata a ciascuna di loro. La scena seguente le vede sorseggiare delle bevande al bancone di un bar chiamato "Soul Food", e acquistare del cibo in buste che portano il simbolo di morte. Successivamente le ragazze cercano di entrare forzatamente in un ascensore già occupata da un ragazzo: quando le porte dell'ascensore si riaprono, si blocca l'audio della canzone per lasciare spazio a quello dello strumentale di Booty, un altro brano di Mama's Gun dedicato all'autostima e che si schiera contro gli stereotipi di bellezza femminile che le donne cercano di ottenere a qualunque costo. Sulla base di questo strumentale la cantante e le coriste, fasciate in tute attillate nere, eseguono una coreografia su delle sedie in un set interamente bianco, mostrando una alla volta alla camera le loro borse colorate, con delle scritte che definiscono le loro personalità; "Nickel Bag Lady", "Booty Bag Lady", "Paper Bag Lady", "Punching Bag Lady" e "Baby Bag Mama". Nel frattempo vengono mostrate cinque bambine vestite secondo i colori delle loro controparti adulte. L'interruzione di questa scena e il ritorno all'audio originale è operato bruscamente dalla cantante nella scena dell'aula scolastica, mostrando un cartello con su scritto "Too Black", ovvero "troppo nero". Il video si conclude con un party in strada e i camei di varie persone, tra cui il figlio Seven, la nonna e la madre di Erykah.

## Riconoscimenti
Bag Lady è il secondo singolo della Badu ad essere stato nominato ad un Grammy nella categoria Best R&B Song e il terzo nella categoria Best Female R&B Vocal Performance, ma ha perso contro rispettivamente Say My Name delle Destiny's Child e He Wasn't Man Enough di Toni Braxton. Il brano è stato nominato anche ai Soul Train Music Award come Best R&B/Soul Single.

## Ricezione
Il singolo ha fatto il suo ingresso nella Hot 100 Usa il 19 agosto 2000 al numero 67. Il 30 settembre entra in top40 al numero 34, e la settimana successiva compie un balzo di ben ventotto posizioni arrivando fino alla posizione numero 6, che resta quella più alta; in questo modo il brano diventa il secondo singolo di Badu ad entrare in top20 e il primo ad entrare in top10. Nella classifica R&B il singolo è entrato il 29 luglio al numero 60, per poi entrare velocemente in top10 ed arrivare alla prima posizione il 7 ottobre, rimanendovi stabile per sette settimane consecutive. Bag Lady è il secondo singolo dell'artista ad essere arrivato alla numero 1 della Hot R&B/Hip-Hop Songs dopo On & On, ma è rimasto in cima alla classifica più del doppio delle settimane rispetto al precedente singolo. Inoltre Bag Lady è rimasto in questa classifica fino al marzo del 2001, passandovi in totale 33 settimane. Nella classifica dei 100 singoli R&B/Hip-Hop di maggior successo del 2000 il pezzo è stato classificato alla dodicesima posizione, mentre in quella pop alla posizione 69. 

Il singolo è entrato anche nella classifica canadese il 14 ottobre 2000, dove è arrivato al numero 6 proprio come in Usa.

## Classifiche
| Classifica (2000)                               | Posizione |
| ----------------------------------------------- | --------- |
| Canada Hot 100                                  | 6         |
| U.S. Billboard Hot 100                          | 6         |
| U.S. Billboard Hot 100 Airplay                  | 21        |
| U.S. Billboard Hot Singles Sales                | 3         |
| U.S. Billboard Hot R&B/Hip-Hop Singles & Tracks | 1         |
| U.S. Billboard Hot R&B/Hip-Hop Airplay          | 2         |
| U.S. Billboard Hot R&B/Hip-Hop Singles Sales    | 1         |

## Tracce
CD Singolo
1. Bag Lady (Cheeba Sac Radio Edit) (4:04)
2. Bag Lady (Main Radio Edit) (4:06)
3. Bag Lady (Cheeba Sac Instrumental) (4:57)
4. On & On (Live) (5:25)
5. Bag Lady (Remix) (Feat. Lil Wayne)(20:19)
6. Bag Lady (Remix Radio Edit) (20:14)

Cassetta Singolo
1. Bag Lady (Cheeba Sac Mix)
2. Bag Lady (Main Version)

Vinile
1. Bag Lady (Cheeba Sac Main) (5:09)
2. Bag Lady (Cheeba Sac Radio) (4:04)
3. Bag Lady (Main Radio Edit) (4:06)
4. Bag Lady (Cheeba Instrumental) (4:57)
5. Bag Lady (Main Instrumental) (5:50)
6. Bag Lady (Main Acapella) (5:40)